# Wolf-Eckart Bühler
Wolf-Eckart Bühler (* 17. September 1945; † 16. Juni 2020) war ein deutscher Regisseur und Buchautor.

## Leben
Bühler absolvierte ein Studium der Theaterwissenschaft sowie Philosophie. Ab 1972 war er als Redakteur für die Zeitschrift Filmkritik tätig.
Bühler inszenierte nach einer Reihe von Fernsehdokumentationen u. a. für den WDR Mitte der 1980er Jahre drei Kinoproduktionen. Anschließende Pläne, einen rein fiktionalen Spielfilm zu inszenieren, zerschlugen sich. Danach wandte er sich dem Verfassen von Reiseführern zu. Er schrieb den ersten solchen überhaupt für Vietnam, der 2014 in der zwölften Auflage veröffentlicht wurde. Oft arbeitete er mit seiner Lebensgefährtin Hella Kothmann zusammen.
Das Münchner Filmmuseum widmete ihm 2015 eine Retrospektive. Auf dem Locarno Festival 2018 wurde er für sein Schaffen mit dem Lifetime Achievement Award geehrt.
Bühler wohnte mehr als vier Jahrzehnte in Schwabing.

## Filmografie
- 1975/76: Stadt & Land & soweiter (Darsteller) Regie: Manfred Blank
- 1980: Leo T. Hurwitz: Filme für ein anderes Amerika (TV)
- 1981: Über Irving Lerner (TV)
- 1981: Innere Sicherheit: Abraham Polonsky (TV)
- 1982: Vor Anker, Land unter – Ein Film mit Sterling Hayden (TV)
- 1983: Leuchtturm des Chaos (mit Sterling Hayden)
- 1984: Der Havarist (mit Burkhard Driest, Rüdiger Vogler, Hannes Wader) – zusammen mit Leuchtturm des Chaos veröffentlicht als Doppel-DVD in der Edition Filmmuseum, Nr. 113, 2018.
- 1986: Amerasia, Musik:Terry Allen – zusammen mit Việt Nam! sowie Filmessays über Leo T. Hurwitz und Abraham Polonsky veröffentlicht als Doppel-DVD in der Edition Filmmuseum, Nr. 120, 2022.
- 1994: Việt Nam! Über den Umgang mit einer leidvollen Vergangenheit (TV)

## Veröffentlichungen (Auswahl)
- Eine Auswahl der Veröffentlichungen Wolf-Eckart Bühlers in der Filmkritik:
  - John Ford’s Stock Company (Februar 1972),
  - Alfred Hitchcock – Zu einer Retrospektive in Wien (Juni 1977),
  - Hank Worden (September / Oktober 1977),
  - John Ford – Tribut an eine Legende (August 1978),
  - Leo T. Hurwitz. Marxistische Filmproduktion in Amerika (Februar 1979),
  - Irving Lerner (Hefte 1 und 2, 1981; darin u. a. der Text Tod und Mathematik[4]).

- gemeinsam mit Hella Kothmann: Vietnam, 12., neu bearb. und komplett aktualisierte Auflage, Bielefeld 2014.
- gemeinsam mit Hella Kothmann: Toscana, 8. Auflage Bielefeld 2015.